# MGMT (білок)
MGMT (англ. O-6-methylguanine-DNA methyltransferase) – білок, який кодується однойменним геном, розташованим у людей на короткому плечі 10-ї хромосоми. Довжина поліпептидного ланцюга білка становить 207 амінокислот, а молекулярна маса — 21 646.
| 10         |  | 20         |  | 30         |  | 40         |  | 50         |
| ---------- |  | ---------- |  | ---------- |  | ---------- |  | ---------- |
| MDKDCEMKRT |  | TLDSPLGKLE |  | LSGCEQGLHE |  | IKLLGKGTSA |  | ADAVEVPAPA |
| AVLGGPEPLM |  | QCTAWLNAYF |  | HQPEAIEEFP |  | VPALHHPVFQ |  | QESFTRQVLW |
| KLLKVVKFGE |  | VISYQQLAAL |  | AGNPKAARAV |  | GGAMRGNPVP |  | ILIPCHRVVC |
| SSGAVGNYSG |  | GLAVKEWLLA |  | HEGHRLGKPG |  | LGGSSGLAGA |  | WLKGAGATSG |
| SPPAGRN    |  |            |  |            |  |            |  |            |

A: Аланін

C: Цистеїн

D: Аспарагінова кислота

E: Глутамінова кислота

F: Фенілаланін

G: Гліцин

H: Гістидин

I: Ізолейцин

K: Лізин

L: Лейцин

M: Метіонін

N: Аспарагін

P: Пролін

Q: Глутамін

R: Аргінін

S: Серин

T: Треонін

V: Валін

W: Триптофан

Кодований геном білок за функціями належить до трансфераз, метилтрансфераз, фосфопротеїнів. 
Задіяний у таких біологічних процесах, як пошкодження ДНК, репарація ДНК. 
Білок має сайт для зв'язування з іонами металів, іоном цинку, ДНК. 
Локалізований у ядрі.